# 55
55. је била проста година.

## Догађаји
- Нерон се заљубио у ослобођеницу Акте и посвађао се са Агрипином.
- Апостол Павле је написао Прву посланицу Коринћанима